# Druschina

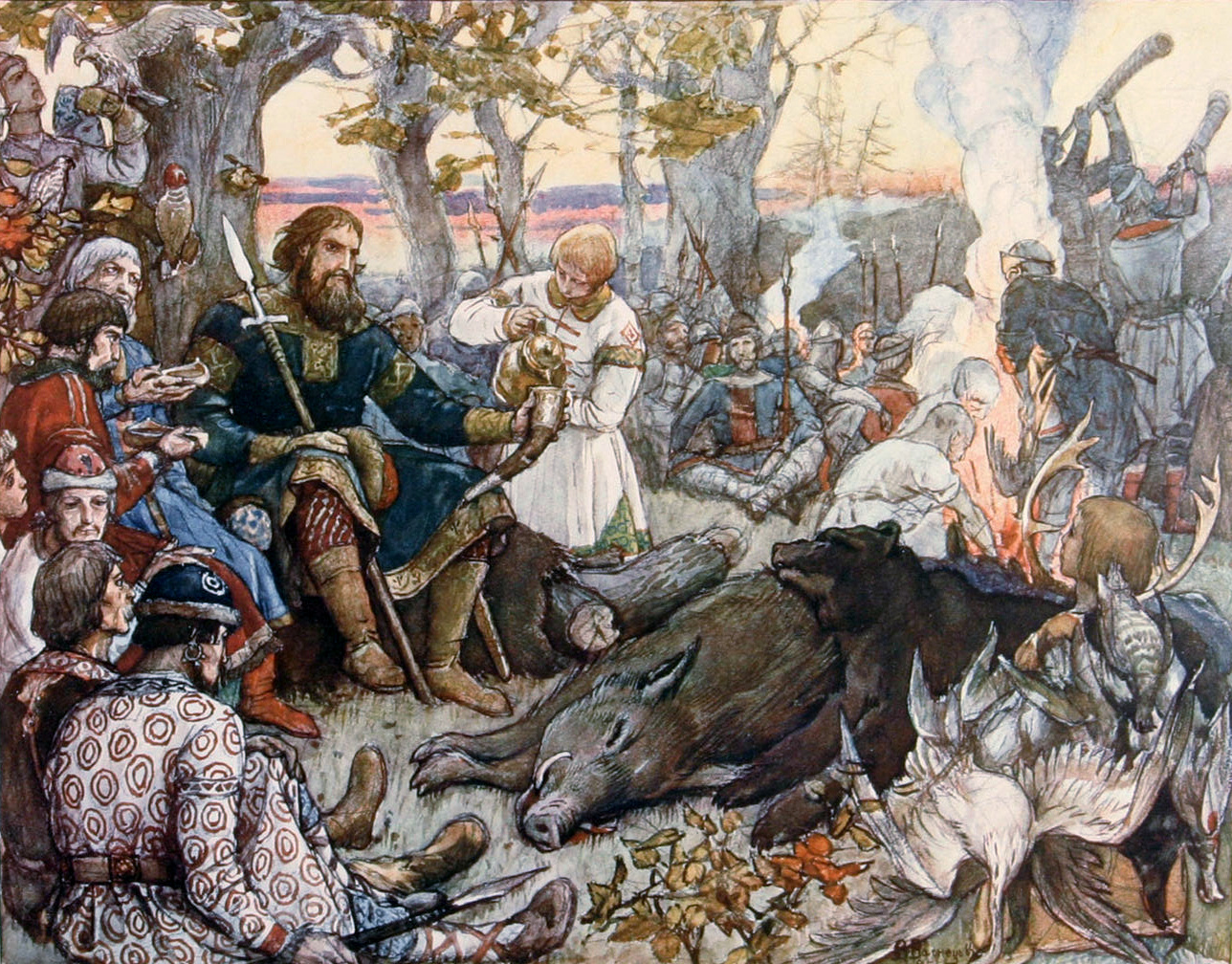
Großfürst Wladimir bei der Rast mit seinem Gefolge (Druschina), von Wiktor Wasnezow, 1848

Druschina (russisch дружина, auch Drushína oder Drushine) nennt man das persönliche Heergefolge oder die Leibgarde eines russischen Fürsten im Mittelalter.

## Herausbildung
Das Wort leitet sich etymologisch von drug (russisch друг) ab, was Freund bedeutet. Die Druschinas waren ursprünglich aus den Schwurgemeinschaften der Waräger entstanden, die die Flüsse Osteuropas befuhren. Im mittelalterlichen Großreich der Kiewer Rus hatte jeder Fürst seine eigene Druschina als Kriegergefolgschaft. Darüber hinaus übernahm die Druschina in Russland zahlreiche Funktionen der Herrschaftsausübung und Verwaltung, insbesondere die Eintreibung von Steuern, die im Westen vom Lehnssystem und vom niederen Adel ausgefüllt wurden. Teilweise beriet der Herrscher sich mit seiner Gefolgschaft auch über Regierungs- oder Kriegspläne. Der Herrscher musste sie versorgen und sich ihr Wohlwollen erhalten.
Es gab zwei verschiedene Gefolgschaften: die ältere und die jüngere Gefolgschaft. Aus der Starschaja Druschina (Ältere Gefolgschaft = höherstehende Druschina), zu der vor allem die großen Adligen mit eigener Gefolgschaft und eigenem Landgut gehörten, wurde ab Mitte des 12. Jahrhunderts der Begriff der Bojaren üblich. Die jüngere Gefolgschaft verdingte sich als Krieger für den Fürsten und wurde dafür von diesem weiter versorgt. Die Gefolgschaft des Fürsten konnte sich bei größeren Feldzügen um das Aufgebot aller freien Männer, der sogenannten Opoltschenije, erweitern. Seit der Mitte des 12. Jahrhunderts verschmolzen die beiden Begriffe immer mehr. Die Gefolgschaft der Fürsten war im Frühmittelalter kein spezifisch slawisches Phänomen, sondern existierte auch in anderen Teilen Europas.

## Weitere Verwendung
Im Russischen wird eine Zusammenkunft von Personen ebenfalls Druschina genannt. Ein Mitglied einer Druschina wird Druschinnik genannt.
Als Druschinen wurden auch Angehörige der Druschina-Brigade des Sicherheitsdienstes des Reichsführers SS bezeichnet, die aus nicht geeigneten Bewerbern im Rahmen des Unternehmens Zeppelin gebildet worden waren.